# Католицизм в Анголе
Католицизм в Анголе. Католическая церковь Анголы является частью всемирной Католической церкви. Численность католиков в Анголе составляет около 7,1 миллионов человек по данным Католической энциклопедии; около 10 миллионов человек (50 % населения) по данным сайта Catholic Hierarchy.

## История
Португальские миссионеры появились на территории современной Анголы сразу после её открытия в конце XV века. Миссия развивалась довольно успешно, в 1491 году был крещён местный правитель. В 1596 году в стране появилось первое епископство Сан-Сальвадора, ныне епархия Мбанза-Конго, в 1609 году основана епархия Луанды. В колонии действовали миссии иезуитов, капуцинов и кармелитов.
Первоначальные успехи миссии сменились упадком во второй половине XVIII века. Упадок был вызван антиклерикальным настроем властей самой Португалии, в 1759 году португальские власти запретили в своих колониях деятельность иезуитов, а в 1834 году — всех прочих монашеских орденов. В 1826—1853 годах вакантной оставалась даже кафедра епископа Луанды.
Возрождение миссионерской деятельности началось с 1866 года с прибытием в Анголу членов Конгрегации Святого Духа. Тем не менее антиклерикальные меры властей Португальской республики постоянно мешали миссионерству, в начале XX века все миссионеры-монахи были принудительно заменены на епархиальных священников и мирян.
Улучшение положения Католической церкви в Анголе произошло в 1940 году после заключения конкордата между Португалией и Святым Престолом. В 1940 году епархия Луанды была возведена в статус архиепархии-митрополии, ей были подчинены епархия Мбанза-Конго и две новые епархии: епархия Куито-Бие и епархия Уамбо.
С 1961 года по 1974 год в Анголе шла война за независимость от Португалии, после антифашистской революции 1974 года новое руководство Португалии предоставило независимость всем своим колониям, включая Анголу. В 1967 году образована объединённая Конференция католических епископов Анголы и Сан-Томе и Принсипи. В 1975 году была основана апостольская делегатура в Луанде, в 1997 году её статус был повышен до полноценной нунциатуры.
С 1975 года в стране более 25 лет шла кровопролитная гражданская война между просоветской МПЛА и проамериканской УНИТА. Положение Католической церкви, как и других религиозных институтов, резко изменилось к худшему в связи с военными действиями и марксистской идеологией МПЛА. В 1991 году, когда МПЛА лишилось советской военной поддержки, Католическая церковь страны выступила с рядом мирных инициатив, в 1992 году страну посетил папа римский Иоанн Павел II, однако война вскоре вспыхнула вновь и продолжалась вплоть до 2002 года.
После прекращения военных действий Католическая церковь испытала подъём, увеличилось количество верующих, возросла социальная активность Церкви, были основаны новые епархии.
Папы римские дважды посещали Анголу: Иоанн Павел II в 1992 году и Бенедикт XVI в 2009 году.

## Современное состояние
Католики составляют около половины населения Анголы, 20 % принадлежит к различным протестантским течениям. Также есть последователи традиционных африканских культов. Примечательно, что Ангола одна из крайне немногих стран мира, где законодательно запрещён ислам.
В стране служат 629 католических священников, действует 271 приход. Организационно приходы объединены в пять архиепархий: архиепархия Луанды, архиепархия Лубанго, архиепархия Маланже, архиепархия Сауримо и архиепархия Уамбо, которым подчинены ещё 14 епархий (см. Категория:Католические епархии Анголы). Единственным кардиналом в истории Анголы является Алешандри ду Нашсименту.